# Арканжело Скьянніманіко
Арканжело Скьянніманіко (італ. Arcangelo Sciannimanico, нар. 8 вересня 1956, Барі) — італійський футболіст, півзахисник. По завершенні ігрової кар'єри — футбольний тренер.
Як гравець насамперед відомий виступами за клуби «Барі», «Фоджа» та «Реджина».

## Ігрова кар'єра
Народився 8 вересня 1956 року в місті Барі (квартал Лозето). Вихованець футбольної школи клубу «Барі». Дорослу футбольну кар'єру розпочав 1973 року в основній команді того ж клубу, в якій провів п'ять сезонів, взявши участь у 106 матчах чемпіонату. Більшість часу, проведеного у складі «Барі», був основним гравцем команди.
Згодом з 1978 по 1979 рік грав у складі команд клубів «Самбенедеттезе» та «Авелліно».
Своєю грою за останню команду привернув увагу представників тренерського штабу клубу «Фоджа», до складу якого приєднався 1979 року. Відіграв за команду з Фоджі наступні три сезони своєї ігрової кар'єри. Граючи у складі «Фоджі» також здебільшого виходив на поле в основному складі команди.
У 1982 році уклав контракт з клубом «Реджина», у складі якого провів наступні три роки своєї кар'єри гравця. Тренерським штабом нового клубу також розглядався як гравець «основи».
Протягом 1985—1991 років захищав кольори клубів «Барлетта», «Салернітана», «Тернана» та «Мантова».
Завершив професійну ігрову кар'єру у нижчоліговому клубі «Альтамура», за команду якого виступав протягом 1991—1992 років.

## Кар'єра тренера
Розпочав тренерську кар'єру відразу ж по завершенні кар'єри гравця, 1992 року як тренер молодіжної команди клубу «Барі». 2001 року деякий час очолював тренерський штаб головної команди цього ж клубу.
2002 року прийняв запрошення від Невіо Скали увійти до тренерського штабу донецького «Шахтаря», команду якого очолив цей італійський спеціаліст. Італійський тренерський штаб пропрацював з «гірниками» лише 9 місяців, привівши їх до першої в історії клубу перемоги у чемпіонаті України, втім після провального виступу в єврокубках був змушений залишити Україну.
В подальшому очолював команди клубів «Сора», «Леньяно», «Фермана» та «Барлетта».
Наразі останнім місцем тренерської роботи був клуб «Матера», команду якого Арканжело Скьянніманіко очолював як головний тренер 2012 року.